# 100 Million BC - La guerra dei dinosauri
100 Million BC - La guerra dei dinosauri (100 Million BC) è un film del 2008 diretto da Griff Furst.

## Trama
Il dottor Frank Reno inventa una macchina del tempo. Insieme a un gruppo di Navy SEALs torna indietro nel tempo fino a 70.000.000 a.C. (nonostante il titolo) per salvare il fratello Erik e altre persone spedite nel Cretaceo durante un analogo esperimento del 1949 e incapaci di ritornare.
Dopo il viaggio nel tempo raggiungono il Gondwana, ma la squadra viene decimata da dinosauri e piante velenose. Infine riescono a trovare Erik e un manipolo di superstiti per poi riportarli a casa, ma i processi di malfuzionamento della macchina permettono a un Carcharodontosaurus di raggiungere Los Angeles. All'improvviso appare, dall'anno 1950, la versione giovane di Frank che raduna una squadra di militari della Guerra di Corea per farli combattere contro il dinosauro.
Alla fine Frank ed Erik ricondurranno la creatura nella sua era. Frank ritornerà nel 1950 mentre Erik rimarrà nell'attuale dimensione, cioè nel 2009 con la propria ragazza.

## Distribuzione
Distribuito in Italia nel 2011 da Minerva Pictures, si tratta di un mockbuster direct-to-video della casa di produzione The Asylum, che nel titolo sfrutta il successo ottenuto dal film 10.000 AC di Roland Emmerich.
In Francia è stato distribuito come Jurassic Commando.